# Breda (hönsras)

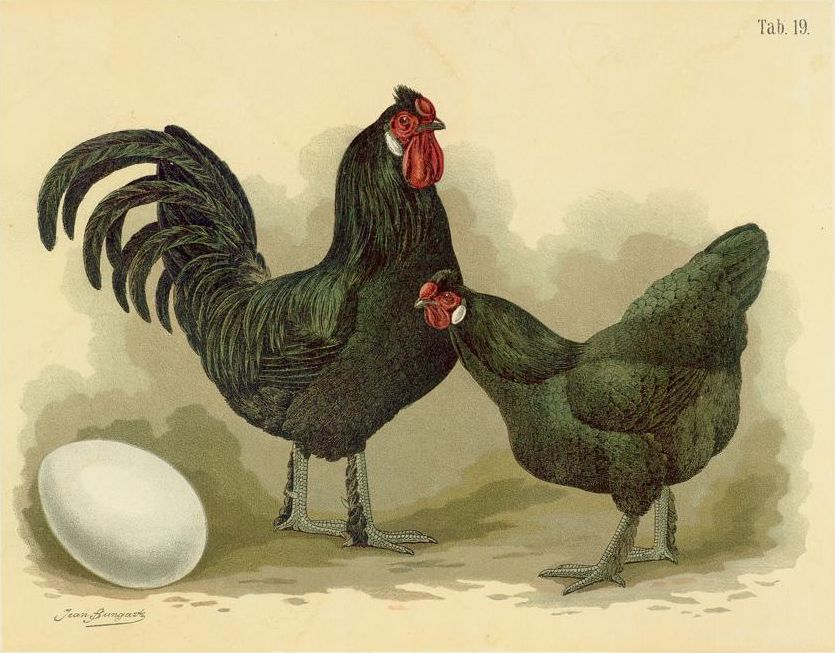
Breda

Breda är en lätt hönsras, framavlad i Nederländerna. Den presenterades för första gången på en utställning 1935, under namnet kraaikoppen (kråkhuvud), ett namn som fortfarande används om rasen i dess hemland. Utanför hemlandet är den dock mer bekant som breda, ett namn den fått efter staden Breda. Bredan skall ej förväxlas med kraienkoeppe, en annan holländsk hönsras vars namn påminner mycket om bredans namn i hemlandet. 
Breda är en medelmåttig värpras och ruvlusten hos hönorna är vanligen inte så stark. Det mest utmärkande för rasen är istället dess utseende. Det främsta kännetecknet för rasen är att den saknar kam och har en jämförelsevis lång näbb och uppåtstående näsborrar, vilket gör att huvudet ser litet kråklikt ut.
En höna väger omkring 2,5 kilogram och en tupp väger 3-3,5 kilogram. Äggen är vita och väger ungefär 55 gram.

## Färger
- Blå
- Grå/vågrandig
- Röd
- Svart
- Vit